# Chroicoptera saussurei
Chroicoptera saussurei es una especie de mantis de la familia Mantidae.

## Distribución geográfica
Se encuentra en la  Provincia del Cabo, Lesoto, Natal, Oranje-Staat y Transvaal (Sudáfrica).